# Linea Nishitetsu Amagi
La linea Nishitetsu Amagi  (西鉄甘木線?, Nishitetsu Amagi-sen) è una ferrovia in regionale a scartamento ordinario che collega le città di Kurume e di Asakura, nella prefettura di Fukuoka in Giappone.

## Dati principali
- Lunghezza: 17,9 km
- Numero di stazioni: 12
- Scartamento ferroviario: 1,435 mm
- Binari: tutta la linea è a binario singolo
- Elettrificazione: 1,500 V CC
- Sistema di blocco: automatico
- Velocità massima: 65 km/h

## Servizi
Tutti i treni fermano in tutte le stazioni. Sono presenti anche alcuni treni che oltre Miyanojin continuano sulla linea Nishitetsu Tenjin-Ōmuta fino alla stazione di Ōmuta.

## Stazioni
- Tutte le stazioni si trovano nella prefettura di Fukuoka

Legenda
Binario: ∥: doppio; ◇: singolo (possibile incrocio dei treni),｜:singolo (non possibile l'incrocio);∨: da qui in poi binario singolo; ∧: da qui in poi binario doppio
| Stazione   | Giapponese | Distanza interst. | Distanza totale | Collegamenti                  | Posizione     |
| ---------- | ---------- | ----------------- | --------------- | ----------------------------- | ------------- |
| Miyanojin  | 宮の陣     | -                 | 0.0             | Linea Nishitetsu Tenjin-Ōmuta | Kurume        |
| Gorōmaru   | 五郎丸     | 0.9               | 0.9             |                               | Kurume        |
| Gakkō-mae  | 学校前     | 0.8               | 1.7             |                               | Kurume        |
| Koganchaya | 古賀茶屋   | 2.2               | 3.9             |                               | Kurume        |
| Kitano     | 北野       | 1.5               | 5.4             |                               | Kurume        |
| Ōki        | 大城       | 2.6               | 8.0             |                               | Kurume        |
| Kanashima  | 金島       | 1.4               | 9.4             |                               | Kurume        |
| Ōzeki      | 大堰       | 2.2               | 11.6            |                               | Tachiarai Mii |
| Hongō      | 本郷       | 1.5               | 13.1            |                               | Tachiarai Mii |
| Kamiura    | 上浦       | 1.8               | 14.9            |                               | Asakura       |
| Mada       | 馬田       | 1.2               | 16.1            |                               | Asakura       |
| Amagi      | 甘木       | 1.8               | 17.9            | Ferrovia di Amagi             | Asakura       |